# Condado de Creek
El condado de Creek (en inglés: Creek County), fundado en 1907, es un condado del estado estadounidense de Oklahoma. En el año 2000 tenía una población de 67.367 habitantes con una densidad de población de 27 personas por km². La sede del condado es Sapulpa.

## Geografía
Según la oficina del censo el condado tiene una superficie total de 2512 km² (969,9 mi²), de los que 2475 km² (955,6 mi²) son tierra y 37 km² (14,3 mi²) (1,47%) son agua.

## Condados adyacentes
- Condado de Pawnee - norte
- Condado de Tulsa - este
- Condado de Okmulgee - sureste
- Condado de Okfuskee - sur
- Condado de Lincoln - oeste
- Condado de Payne - noroeste

### Principales carreteras y autopistas
- Interestatal 44
- U.S. Autopista 75
- Autopista estatal 16
- Autopista estatal 33
- Autopista estatal 48
- Autopista estatal 51
- Autopista estatal 66
- Autopista estatal 99
- Autopista estatal 117

## Demografía
Según el censo del 2000 la renta per cápita media de los habitantes del condado era de 33.168 dólares y el ingreso medio de una familia era de 38.470 dólares. En el año 2000 los hombres tenían unos ingresos anuales 31.190 dólares frente a los 21.690 dólares que percibían las mujeres. El ingreso por habitante era de 16.191 dólares y alrededor de un 13,50% de la población estaba bajo el umbral de pobreza nacional.

## Ciudades y pueblos
- Bristow
- Depew
- Drumright
- Kellyville
- Kiefer
- Mannford
- Mounds
- Oakhurst
- Oilton
- Sapulpa
- Shamrock
- Slick